# Ann Richards
Ann Richards (født 1. september 1933, død 13. september 2006) var en amerikansk politiker fra Demokraterne. Hun var den 45. guvernør for staten Texas i perioden fra 1991 til 1995, hvor hun blev afløst af George W. Bush.